# Anton Karlsson (ishockeyspelare född 1996)
Lars Anton Karlsson, född 3 augusti 1996 i Lerum, Sverige, är en svensk ishockeyspelare som spelar för AIK i Hockeyallsvenskan.
Anton Karlsson är yngre bror till Erik Karlsson som spelar i KooKoo.
Karlsson valdes av Arizona Coyotes i den tredje omgången som 87:e spelare totalt i NHL Entry Draft 2014.
Lånad till Leksands IF